# Gülsin Onay
Gülsin Onay (ur. 12 września 1954 w Stambule) – turecka pianistka niemieckiego pochodzenia.

## Życiorys
Gülsin Onay urodziła się w niemiecko-tureckiej rodzinie o muzycznych tradycjach. Jej matka, Gülen Erim, była studentką znanego muzyka Cemala Reşita Reya. Później kontynuowała naukę w Stuttgarcie, gdzie poznała niemieckiego skrzypka Joachima Reuscha. Po ślubie osiedli w Stambule i tu urodziła się ich córka Gülsin.
Gry na fortepianie zaczęła się uczyć w wieku 3 lat, a jej pierwszą nauczycielką była matka. Pierwszy koncert dała w stambulskim radiu jako sześciolatka. Jako cudowne dziecko otrzymała państwowe stypendium i przed dwunastym rokiem życia jej grę na fortepianie doskonalili kompozytor Ahmet Adnan Saygun i Mithat Fenmen.
Jako nastolatka wyjechała do Paryża dzięki tureckiemu prawu dla utalentowanych dzieci, by kontynuować naukę w Konserwatorium Paryskim pod okiem Pierre’a Sancana, Monique Haas, Nadii Boulanger i Pierre’a Fiqueta. Młodsza od innych studentów, była bardziej zaawansowana w grze, harmonii, kontrapunkcie czy orkiestracji. W trakcie studiów poznała utwory nowych kompozytorów i zdobyła tytuł najlepszej interpretatorki Ravela (the best interpreter of Ravel) w Międzynarodowym Konkursie im. Marguerite Long i Jacques’a Thibaud. Ukończyła konserwatorium w 1970 z tytułem Premier Prix du Piano.
W czasie studiów paryskich pracowała z amatorską grupą teatralną, odgrywając m.in. rolę Costanzy w Le donne de buon umore Carlo Goldoniego. Gdy grupa stała się znana i zaczęła dostawać oferty wyjazdów, Onay zrezygnowała z uczestnictwa, wybierając fortepian. Po ślubie i urodzeniu dziecka osiadła z mężem w Niemczech. Tu, z pomocą Bernharda Eberta, wróciła do studiów nad muzyką na Wyższej Szkole Muzyki, Teatru i Mediów w Hanowerze i do koncertowania. Zdobyła nagrody w Sydney i w Międzynarodowym Konkursie Pianistycznym im. Ferruccio Busoniego (VI miejsce ex aequo w 1982 i IV w 1983).
W 1987 tureckie Ministerstwo Kultury nadało jej tytuł Artysty państwowego (Devlet Sanatçısı).
Koncertowała w najbardziej znanych salach koncertowych: Concertgebouw w Amsterdamie, Berliner Philharmonie, Konzerthaus w Wiedniu, londyńskich Queen Elizabeth Hall and Wigmore Hall, Salle Gaveau w Paryżu, National Gallery of Art w Waszyngtonie i Miller Theater w Nowym Jorku. Grała w akompaniamencie znanych orkiestr: Dresden Staatskapelle, Philharmonia Orchestra, English Chamber Orchestra, Royal Philharmonic, Japan Philharmonic, Munich Radio Symphony, Saint Petersburg Philharmonic, Tokijskiej Orkiestry Symfonicznej, Orkiestry Filharmonii Narodowej i Filharmoników Wiedeńskich. Wśród dyrygentów, z którymi współpracowała, są: Władimir Aszkenazi, Erich Bergel, Michael Boder, Andrzej Boreyko, Jorg Faerber, Vladimir Fedoseyev, Edward Gardner, Neeme Järvi, Emmanuel Krivine, Ingo Metzmacher, Esa-Pekka Salonen, José Serebrier, Vassily Sinaisky, Stanisław Wisłocki i Lothar Zagrosek.
Solistka z natury, dobrze czuje się w muzyce wszystkich epok i stylów: jej repertuar obejmuje utwory od Bacha i Scarlattiego po współczesność, w tym wielkie dzieła klasyczne i romantyczne XIX i XX wieku. Jest orędowniczką muzyki współczesnego kompozytora tureckiego Ahmeta Adnana Sayguna, który zadedykował jej swój II Koncert fortepianowy. Inni współcześni kompozytorzy, którzy zadedykowali utwory Gülsin Onay, to Hubert Stuppner, Denis Dufour, Jean-Louis Petit, Muhiddin Dürrüoğlu-Demiriz i Marc-André Hamelin.
Gülsin Onay pełni funkcję doradcy artystycznego Festiwalu Muzyki Klasycznej w Gümüşlük od chwili jego powstania w 2004. Jest stałą współpracowniczką radiowych i telewizyjnych programów artystycznych, a od 2017 prowadzi własny cotygodniowy program W studio z Gülsin Onay w tureckim radiu narodowym.

## Życie prywatne
Jej dziadkiem ze strony matki był matematyk Kerim Erim. W 1973 wyszła za mąż za tureckiego pianistę Ersina Onaya, a w 1976 urodził im się syn Erkin (pierwszy skrzypek Państwowej Opery i Baletu w Ankarze). Rozwiodła się w 1983. W latach 1989–1999 była żoną niemieckiego matematyka. Jej trzecim mężem jest Tony Scholl, profesor teorii algebry i teorii liczb na Uniwersytecie Cambridge.

## Nagrody i wyróżnienia
Zdobyła szereg nagród i odznaczeń za swoją pracę:
- 1987 – tytuł Devlet Sanatçısı
- 1988 – doktorat honoris causa Uniwersytetu Bosforskiego
- 2003 – Ambasador Dobrej Woli UNICEF
- 2007 – Złoty Krzyż Zasługi nadany przez prezydenta Lecha Kaczyńskiego w uznaniu za jej interpretację utworów Chopina[9]
- 2007 – złoty medal Sevda-Cenap And Music Foundation
- 2007 – doktorat honoris causa Uniwersytetu Hacettepe
- 2011 – tytuł Pianist of the Year, Donizetti Classical Music Awards
- 2014 – Honorary Medal, 42 Istanbul Music Festival
- 2018 – Honorary Medal, Bodrum Music Festival